# Yavuz Can
Yavuz Can (* 23. Februar 1987 in Kütahya) ist ein türkischer Sprinter, der sich auf den 400-Meter-Lauf spezialisiert hat.

## Sportliche Laufbahn
Erste internationale Erfahrungen sammelte Yavuz Can im Jahr 2011, als er bei den Balkan-Meisterschaften in Sliwen in 47,02 s das B-Finale über 400 Meter gewann und mit der türkischen 4-mal-100-Meter-Staffel in 3:10,29 min die Silbermedaille gewann. Anschließend startete er bei den Militärweltspielen und wurde dort über 400 Meter disqualifiziert. Anschließend nahm er an der Sommer-Universiade in Shenzhen teil und erreichte dort das Viertelfinale über 400 Meter, in dem sie mit 46,55 s ausschied. Im Jahr darauf siegte er in 47,22 s bei den Balkan-Hallenmeisterschaften in Istanbul über 400 Meter sowie in 3:14,39 min auch in der 4-mal-400-Meter-Staffel. Mit der Staffel nahm er anschließend an den Hallenweltmeisterschaften ebendort teil, verpasste dort aber mit 3:11,28 min den Finaleinzug. Ende Juni wurde er bei den Europameisterschaften in Helsinki in der ersten Runde über 400 Meter disqualifiziert und verpasste mit der Staffel in 3:11,44 min den Einzug ins Finale. Anschließend wurde er bei den Balkan-Meisterschaften in Eskişehir in 54,21 s Vierter im 400-Meter-Hürdenlauf. 2013 gewann er bei den Balkan-Hallenmeisterschaften in Istanbul in 47,29 s die Silbermedaille über 400 Meter und anschließend schied er bei den Halleneuropameisterschaften in Göteborg mit 47,26 s im Halbfinale aus. Ende Juni belegte er bei den Mittelmeerspielen im heimischen Mersin in 46,70 s den sechsten Platz im Einzelbewerb und mit der Staffel gewann er in 3:05,28 min gemeinsam mit Mehmet Güzel, Buğrahan Kocebeyoğlu und Halit Kiliç die Silbermedaille hinter dem Team aus Italien. Anschließend schied er bei den Studentenweltspielen in Kasan mit 46,65 s im Halbfinale über 400 Meter aus und gewann im Staffelbewerb in 3:06,36 min die Bronzemedaille hinter Kanada und Südafrika. Daraufhin siegte er in 46,66 s bei den Balkan-Meisterschaften in Stara Sagora über 400 Meter und wurde über 400 m Hürden in 54,32 s Sechster. Im Jahr darauf gewann er in 46,77 s die Silbermedaille bei den Balkan-Hallenmeisterschaften in Istanbul und bei den Freiluftmeisterschaften in Pitești siegte er in 46,50 s im Einzelbewerb sowie in 3:07,41 min auch mit der Staffel. Anschließend schied er bei den Europameisterschaften in Zürich mit 46,90 s in der ersten Runde aus und verpasste auch im Staffelbewerb mit 3:07,68 min den Finaleinzug.
2015 siegte er in 47,04 s bei den Balkan-Hallenmeisterschaften über 400 Meter sowie in 3:14,86 min mit der Staffel. Kurz darauf erreichte er bei den Halleneuropameisterschaften in Prag das Halbfinale über 400 Meter und schied dort mit 47,81 s aus. Anschließend schied er bei den World Relays auf den Bahamas mit der 4-mal-200-Meter-Staffel mit 1:23,55 min in der Vorrunde aus und im August gewann er bei den Balkan-Meisterschaften in Pitești in 46,85 s die Bronzemedaille über 400 Meter und siegte in 3:06,55 min im Staffelbewerb. Daraufhin wurde er bei den Militärweltspielen im südkoreanischen Mungyeong in 46,13 s Fünfter über 400 Meter und schied mit der 4-mal-100-Meter-Staffel mit 41,28 s im Vorlauf aus. Im Jahr darauf siegte er in 46,20 s bei den Balkan-Hallenmeisterschaften und schied anschließend bei den Hallenweltmeisterschaften in Portland mit 46,82 s im Halbfinale aus. Ende Juni siegte er in 3:04,21 min mit der Staffel bei den Balkan-Meisterschaften in Pitești und zuvor stellte er in Erzurum mit 3:02,22 min einen neuen Landesrekord auf. Bei den Europameisterschaften in Amsterdam verbesserte er den türkischen Landesrekord über 400 Meter auf 45,51 s und schied damit im Halbfinale aus. Mit der Staffel verpasste er mit 3:04,65 min den Finaleinzug. 2017 scheiterte er bei den Islamic Solidarity Games in Baku mit 46,64 s in der ersten Runde über 400 Meter, siegte dafür aber im Staffelbewerb in 3:06,83 min. Im August startete er mit der Staffel bei den Weltmeisterschaften in London, konnte dort aber mit 3:15,45 min nicht ins Finale einziehen. Im Jahr darauf gewann er in 47,59 s die Silbermedaille bei den Balkan-Hallenmeisterschaften in Istanbul und anschließend belegte er bei den Mittelmeerspielen in Tarragona in 46,37 s den fünften Platz über 400 Meter und wurde mit der Staffel in 3:05,28 min Vierter. Daraufhin gewann er bei den Balkan-Meisterschaften in Stara Sagora in 46,37 s die Silbermedaille und siegte mit der Staffel in 3:07,17 min. Bei den Europameisterschaften in Berlin scheiterte er mit 46,58 s in der ersten Runde über 400 Meter und gelangte auch mit der Staffel mit 3:07,83 min nicht ins Finale. 
2019 siegte er in 46,75 s bei den Balkan-Hallenmeisterschaften in Istanbul und schied anschließend bei den Halleneuropameisterschaften in Glasgow mit 47,63 s im Vorlauf aus. Bei den Europaspielen in Minsk erreichte er in 3:20,31 min Rang acht in der Mixed-Staffel und Anfang September siegte er bei den Balkan-Meisterschaften in Prawez in 3:05,85 min mit der Männerstaffel. Daraufhin klassierte er sich bei den Militärweltspielen in Wuhan mit 47,88 s auf dem siebten Platz. 2020 siegte er in 3:06,35 min mit der Staffel bei den Balkan-Meisterschaften in Cluj-Napoca und bei den World Athletics Relays 2021 im polnischen Chorzów verpasste er mit 3:06,05 min den Finaleinzug in der 4-mal-400-Meter-Staffel.
In den Jahren 2013 und 2014 wurde Can türkischer Meister im 400-Meter-Lauf sowie 2009 über 400 m Hürden. Zudem wurde er 2012, 2015, 2016 und 2018 Hallenmeister über 400 Meter sowie 2016 auch im 200-Meter-Lauf.

## Persönliche Bestleistungen
- 200 Meter: 20,99 s (+1,0 m/s), 15. Juni 2014 in Ankara
  - 200 Meter (Halle): 21,19 s, 21. Februar 2016 in Istanbul (türkischer Rekord)
- 400 Meter: 45,51 s, 7. Juli 2016 in Amsterdam (türkischer Rekord)
  - 400 Meter (Halle): 46,20 s, 25. Februar 2016 in Istanbul (türkischer Rekord)
- 400 m Hürden: 52,32 s, 20. Mai 2012 in Izmir